# 19079 Hernández
19079 Hernández là một tiểu hành tinh vành đai chính với chu kỳ quỹ đạo là 1870.1126748 ngày (5.12 năm).
Nó được phát hiện ngày 31 tháng 5 năm 1967.